# 323
323 је била проста година.

## Догађаји
- Цар Константин Велики је у Дакији побеђивао Готе и Сармате који су нападали северно од Дунава и присвајао титулу Сарматика Максима.
- Престолонаследник Минг од Ђина наследио је свог оца Јуана од Џина на месту цара династије Источна Ђин.
- Поетско дело Банкует (Тхалиа) египатског хришћанског свештеника Арија, рођеног у Либији, 73 године, изражава доктрину да Исус из Назарета није био исте супстанце као Бог, већ да је имао коначну природу. Као аскета, он води хришћанску заједницу у близини Александрије, и долази под сумњу да је јерес. Арије пише свом бившем школском другу Јевсевију, епископу Никомидије, тражећи подршку. Јевсевије пише другим епископима, а када је Арије осуђен у септембру, Јевсевије му даје сигурно уточиште и спонзорише сабор у Витинији у октобру, који не прихвата Аријево изопштење (види Никејски сабор).